# 西约克郡
西約克郡（英語：West Yorkshire），英國英格蘭約克郡-亨伯地區的名譽郡、都市郡，包含5個都市自治市。以人口計算，列斯市、布拉德福德市、韋克菲爾德市分別是第1、2、3大城市、都市自治市；列斯、布拉德福德、哈德斯菲爾德、哈利法克斯、韋克菲爾德、迪斯伯里、基斯利、莫利、巴特利分別是第1－9大的鎮。

## 歷史
中世紀以前，盎格魯-撒克遜人和斯堪的納維亞人已在此定居。土地不利農耕，惟畜牧業發達，牧羊業、乳牛業皆有基礎，而菊苣（根可充咖啡用）與甘草則幾乎全產於此。十五世紀時曾發生數次戰役，紡織工業也在此時得到發展。工業革命時期因煤藏量大，並有著豐富的鐵礦，工業曾盛極一時，其中以毛紡織業在全國具有重要性。

## 地方沿革
《1972年地方政府法案》在1974年4月1日通過，約克郡西瑞丁被廢除，新設都市郡「西約克郡」，下轄的次級行政區都是都市自治市（也就是單一管理區），有獨立的都市自治市議會，實際不受西約克郡的管轄。西約克郡議會更在1986年被廢除。不過，都市自治市仍以「西約克郡」名義組成聯合部門（Joint-boards）統籌、協調牽涉多個都市自治市的民政事務，負責警務、消防、公共交通等。
每一個名譽郡都有一個代表英國皇室但沒有實權的郡尉（Lord Lieutenant）常駐，西約克郡是其一。從地方政府或郡尉的角度看，西約克郡都只是「有郡界的地理範圍」而已。

## 經濟
以下經濟數據來源是英國國家統計辦工室
| 年   | 地區生產總值 | 農業 | 工業  | 服務   |
| ---- | ------------ | ---- | ----- | ------ |
| 1995 | 21,302       | 132  | 7,740 | 13,429 |
| 2000 | 27,679       | 80   | 8,284 | 19,314 |
| 2003 | 31,995       | 91   | 8,705 | 23,199 |

## 行政區劃

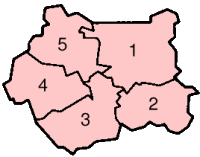
1. 列斯市
2. 韋克菲爾德市
3. 柯克利斯
4. 科爾德河谷
5. 布拉德福德市

西約克郡包含5個都市自治市：
| 地方（中譯） | 地方（英文）      | 面積（km2） | 人口    | 密度  |
| ------------ | ----------------- | ----------- | ------- | ----- |
| 布拉德福德市 | City of Bradford  | 366.42      | 493,100 | 1,346 |
| 科爾德河谷   | Calderdale        | 363.92      | 198,500 | 545   |
| 柯克利斯     | Kirklees          | 408.60      | 398,200 | 975   |
| 列斯市       | City of Leeds     | 551.72      | 750,200 | 1,360 |
| 韋克菲爾德市 | City of Wakefield | 338.61      | 321,200 | 949   |

## 地理
下圖顯示英格蘭48個名譽郡的分佈情況。西約克郡北、東北、東與北約克郡相鄰，東南與南約克郡相鄰，南與打比郡相鄰，西南與大曼徹斯特郡相鄰，西北與蘭開夏郡相鄰。
西約克郡位處英格蘭中部山脈地區，西部為山地，有河谷，東部為低地。